# Atak (illustrateur)
Pour les articles homonymes, voir Atak et Barber.
Atak, de son vrai nom Georg Barber, est un auteur illustrateur allemand né le 10 août 1967 à Francfort sur l'Oder en RDA.
Il est à la fois artiste underground, illustrateur, graphiste, affichiste, dessinateur de bande dessinée et DJ amateur. Il est également enseignant dans plusieurs écoles supérieures.

## Biographie
Fils d'un enseignant d'art et d'une dessinatrice de création textile, il suit d'abord une formation de peintre typographe et graphiste. Après la chute du mur, il co-fonde le magazine Renate et entreprend des études de communication visuelle à la Hochschule der Künste à Berlin. Il est révélé par ses participations à la revue suisse Strapazin.
Il a enseigné l'illustration à l'école Saint-Luc à Gand (Belgique), à la Hochschule für Gestaltung à Offenbach-sur-le-Main et depuis 2008 à la Hochschule für Kunst und Design Burg Giebichenstein  (de) près de Halle.
Son travail a fait l'objet de plusieurs expositions dans le monde entier.